# カイメンタケ
カイメンタケ (Phaeolus schweinitzii）は担子菌門ツガサルノコシカケ科のカイメンタケ属に属するキノコの一種である。

## 形態
子実体は半円形ないし扇形あるいは腎臓形を呈するかさの集合体で、一塊の直径はときに30 cmにも達する。通常は柄を欠くが、重なり合ったかさの基部が柄状をなすこともある。かさの表面は、若い部分（かさの周辺部）ではクリーム色ないし汚れた黄褐色であるが、すみやかに赤褐色から暗褐色（チョコレート色）となり、不明瞭な同心円状の環紋をあらわし、かつビロード状の毛をかぶるが、次第に毛は抜けてくる。肉は赤褐色から暗褐色で、生時には多少弾力のあるフェルト質であるが、乾燥するともろくて砕けやすい海綿質になる。かさの裏面は浅くて比較的粗大な管孔を形成し、その口は多角形をなすが崩れやすく、未熟なものでは帯緑黄褐色から淡橙褐色であるが、充分に成熟すれば暗褐色となる。

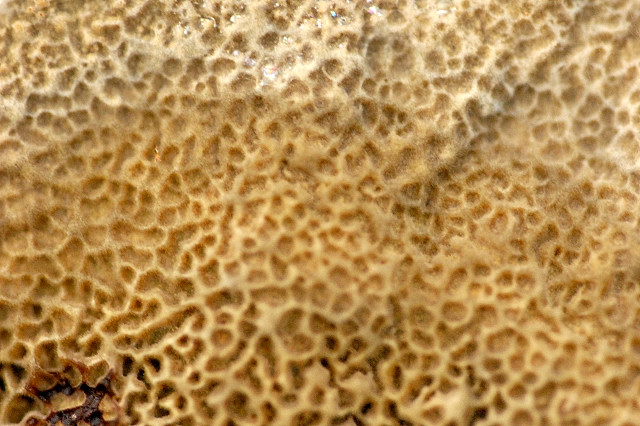
やや未熟なカイメンタケの管孔面の拡大

胞子は広楕円形ないし卵形で無色・平滑、薄壁である。子実層にはシスチジアや剛毛体（ごうもうたい：先端が尖り、厚壁で褐色を呈する菌糸の末端細胞）を欠く。菌糸は褐色を呈し、薄壁ないしいくぶん厚壁で、隔壁部にかすがい連結を持たない。

## 生態
おもにマツ科に属する針葉樹の生きている立ち木あるいは切り株の根際に発生し、心材の褐色腐朽を起こす。子実体はきわめて大形であるが多年生ではなく、胞子を放出すれば暗褐色に変わり、すみやかに朽ちて消える。
日本では特にカラマツ（Larix kaempferi (Lamb.) Carrière）やエゾマツ（Picea jezoensis (Sieb. & Zucc.) Carrière）・トウヒ（Picea jezoensis (Sieb. & Zucc.) Carrière var. hondoensis (Mayr.) Rehde）あるいはトドマツ（Abies sachalinensis (Fr.Schmidt) Masters）などの腐朽菌としてしばしば出現するが、アカマツ（Piinus densiflora Sieb. & Zucc.）などにも生える。そのほか、モミ（Abies firma Sieb. & Zucc.）やツガ（Tsuga sieboldii Carrière）・シラビソ（Abies veitchii Lindl.）・オオシラビソ（Abies mariesii Mast.）に発生することもある。
チベット自治区（西藏）においてはトウヒ属樹木に発生した記録がある。北アメリカではマツ科に属するテーダマツ（Pinus taeda L.）やヒマラヤスギ（Cedrus deodara (Roxb.) G.Donあるいはベイマツ（Pseudotsuga menziesiiに寄生するほか、クロベ属（ヒノキ科）・イチイ属（イチイ科）などにも発生する。さらには、ユーカリ属・アカシア属・フウ属・カバノキ属・サクラ属・コナラ属などの広葉樹などをも腐朽させることもあるというが、日本では広葉樹に発生した例は少なく、僅かにソメイヨシノやエゾヤマザクラが宿主となった記録がある程度である。ただし、人工接種による腐朽試験では、ブナの木片上でも旺盛に菌糸を生長させるとされ、あるいはユリノキ（特に辺材部）に対して比較的高い重量減少をきたすという報告もある。
なお、カイメンタケは森林土壌中に生息し、生きた樹木の材を腐朽させる菌であるため、製材されたり構造物に用いられたりした木材上に子実体を形成することはほとんど皆無である。
腐朽能力はかなり強く、しばしば宿主となった樹木の折損あるいは根返りの原因となる。地中の根の傷口（太い根の切断や、礫による傷、あるいは他の腐朽菌による根の腐朽跡など）から侵入して、樹木の根際の材を腐朽させるケースが多い。カラマツの幼樹（樹齢2-10年：心材の径の平均 1.7 cm）の根株からはカイメンタケが分離培養されないことから、自然環境下での菌の感染は、早くとも樹齢10年を経た後に起きる可能性が高いと推定されている。また、人工造林向けのカラマツ苗は、樹齢1-2年程度で造林に使用されることから、苗畑においてカラマツがカイメンタケに感染する可能性は少ない（あるいはほとんど皆無である）と考えられる。
生きたカラマツ（樹齢28年および50年）の根際部にカイメンタケを人工的に接種した場合、その部位から腐朽が広がる速度は一年に5-6 cm程度であるという。子実体の発生は、腐朽がかなり進んでからでなければ見られないことが多いため、カイメンタケに寄生されていても発見が遅れがちで、造林上の病害として重要視されている。腐朽の及ぶ範囲は、ときとして地際より3.5 mないし 4.5 mに達することがある。感染は空気中に放出された有性胞子、あるいは地中の菌糸や厚壁胞子によると推定されており、カイメンタケの腐朽を受けた切り株その他は、周囲の健全な樹木に新たな感染を起こす伝染源となる。なお、カイメンタケは、老齢樹を腐朽・折損することで林床にギャップを形成し、林分の若返りを促す役割も担っている。
富士山麓に立地したカラマツの老齢林（樹齢49-77年生）においては、根株腐朽を起こした立木のうち、78パーセントはカイメンタケによるものであった。長野県下でも、根株腐朽を受けたカラマツ立ち木のうちの41パーセントがカイメンタケによるものであった例がある。また、北海道（足寄郡足寄町）において、林齢を異にしたカラマツ人工林（林齢17年・24年・31年・38年、および41年）を選び、それぞれの林内での立木伐採から6ヶ月を経過した後、伐採跡（切り株）からのカイメンタケの子実体の出現頻度を求めたところ、41年生の林分においては伐採した立木総数の16パーセントであったのに対し、16年生の若齢林分では4パーセントにとどまったという。さらに、41年生の老齢林内においては、尾根よりも沢筋において出現率が高かったとの結果が示されている。また、八ヶ岳山麓に立地したカラマツ人工林（樹齢28-71年）においても、根株腐朽の症例のうち17パーセントをカイメンタケが占めていたとの報告がある。福島県や長野県のカラマツ造林地における調査でも、根株心材腐朽の原因としてはカイメンタケが最も多く、これにレンゲタケやハナビラタケが次ぐとされ、特に地下水の停留が起こりやすく、宿主樹木の根の衰弱ないし壊死を起こしがちな緩傾斜地での被害が目立つとされている。
北海道のトドマツ天然林における観察例では、カイメンタケ同様に針葉樹の根株腐朽菌であるマツノネクチタケ（白色腐朽菌）およびトドマツオオウズラタケ（Postia balsamea (Peck) Jülich：褐色腐朽菌）の二種と、同時に同一の立ち木から発生した例がある。
北アメリカ（オレゴン州）の Santa Catalina Mountains における調査例では、褐色腐朽によって根返りや折損をきたした針葉樹について、その原因となった菌を腐朽材片から分離・培養して確認したところ、被害木の本数の62パーセントはカイメンタケによるものであり、30パーセントがハナビラタケ属の菌に起因していた。残り8パーセントは、カイメンタケとハナビラタケ属の菌とが同一の樹木に同時に感染したことによるものであり、調査した林分においては、他の菌による根株の褐色腐朽は見出されなかったという。
一方、カイメンタケはイグチ科の菌寄生菌とされるBuchwaldoboletus lignicolaの宿主であると考えられており、これら2種を対峙培養したところ、B. lignicolaの菌糸がカイメンタケの菌糸を覆う様子が観察される。
なお、カイメンタケは、ショウジョウバエ科(Famiy Drosophilidae)のショウジョウバエ亜科(Subfamily Drosophilinae)に属するモンキノコショウジョウバエ（Mycodrosophila. poecilogastra Loew）の食物であり、繁殖の場でもある。ただし、モンキノコショウジョウバエが利用するのはカイメンタケのみではなく、木材の白色腐朽菌であるヒラタケや褐色腐朽菌の一種であるアオゾメタケ（Postia caesia (Schrad.: Fr.) P. Karst.）、あるいは地上の枯れ葉や小枝を分解するモリノカレバタケ属の一種（Gymnopus sp.）、および広葉樹の白色腐朽菌ではないかと推定されるシロキクラゲなども同様に利用すると報告されている。

## 生理的性質
麦芽エキス培地などを用いて培養することが可能で、生育至適温度は28℃前後であるという。初めは綿毛状・白色のコロニーを形成するが、次第にフェルト状になるとともに黄褐色を帯びてくる。培養した菌糸も、子実体の構成菌糸と同様にかすがい連結を持たない。また、コロニー表面に立ち上がった菌糸（気中菌糸 aerial hyphae）の中途、あるいは培地の内部に蔓延した菌糸の中途や先端部に厚壁胞子を形成する。厚壁胞子は球形ないし卵形で表面は平滑、黄褐色を帯び、細胞壁はいくぶん肥厚する。
腐朽が進んだ材では、その見かけ比重は健全な材の75-85パーセント程度に落ち、セルロースも健全材の30パーセント前後にまで減少する。逆に、アルカリ（1パーセント水酸化ナトリウム溶液）可溶物は4倍量程度にまで増加する（エゾマツ・トドマツ、あるいはカラマツの場合）。カラマツの心材片を用いた腐朽試験でも、材の絶乾重量は健全な材片の70パーセント程度にまで低下するとの報告がある。
カイメンタケが産生するセルラーゼについては純化・結晶化・構造解析が行われ、β-1,4-グルカン-4-グルカノヒドロラーゼであることが明らかになっている。他にヘミセルラーゼやアセチルエステラーゼなどをも産生し、アセチルキシランに対する後者の活性力価は、ブタの肝臓に含まれるシュードコリンエステラーゼの約二倍、シイタケに由来するアセチルエステラーゼの約40パーセントに相当する。なお、ラッカーゼやペルオキシダーゼは産生しないが、チロシナーゼ活性を有する。
子実体のアルコール滲出物や、菌糸体を液体培地上で培養した後の濾液には抗菌活性が認められるが、これはヒスピジン（hispidin： 4-ヒドロキシ-6-(3,4-ジヒドロキシスチリル)ピロン）によるものであるといわれている。ヒスピジンは白色腐朽菌であるヤケコゲタケ（Inonotus hispidus (Bull.: Fr.) P. Karst.）の子実体から初めて単離された化合物であり、抗酸化機能も有する。
アズマタケ（主にマツ属の樹木の根株を犯して白色腐朽を起こす）とともに、適当な培地を流し込んだ容器内に同時に接種する対峙培養を行うと、培地の種類あるいは対峙培養の温度にかかわらず、アズマタケのコロニーはカイメンタケのそれに被覆されて生長を停止するというが、その原因がヒスピジンの活性によるものであるのか否かについては不明である。カイメンタケと同様、カラマツ・エゾマツ・トドマツその他の針葉樹を侵すトドマツオオウズラタケ（褐色腐朽菌）やチウロコタケモドキ（Stereum sanguinolentum (Alb. & Schwein.) Fr.,：主に枯れ枝の脱落部から侵入し、白色腐朽を起こす）などとの間で対峙培養を行ったところでは、カイメンタケとこれら二種とは拮抗を示す。他の菌類に寄生する性質を持つ Trichoderma viride Pers.や 抗菌性物質の産生能力を有するPaecilomyces variotii Bainierは、腐朽がかなり進んだ段階（あるいは腐朽過程が終わりに近づいた段階）にある木材から見出されることが多い菌であるが、これらとの対峙培養に際しては、カイメンタケの菌糸は著しい生育阻害を受ける。
なお、カイメンタケはある種のヒ素化合物を代謝して、揮発性のメチルアルシンを生成する性質を持つ。この性質を利用してカイメンタケを検出するための特殊な培地（五酸化二ヒ素 As2O5）を含む）が考案されている。
合成オーキシンの一種であるナフタレン酢酸（NAA）は、培地1リットル当り1 mgの添加でカイメンタケの菌糸生長を抑制する。また L-グルタミンも、培地1リットル当り 500 mg の濃度で同様に働く。合成サイトカイニンの一種6-ベンジルアミノプリンはNAAの作用を増強するが、L-グルタミンによる菌糸生長抑制に対しては妨害作用を示すという。

## 分布
北半球の温帯以北に広く分布する。日本国内での分布は、寒冷地あるいはやや海抜の高い地域に多いが、北海道から九州（大分県および宮崎県）にまでおよぶとされている。
南半球には分布しないと考えられてきたが、1991年にメルボルンの王立植物園において初めて記録された。オーストラリアでの宿主は、アレッポマツ（Pinus halepensis Mill.）・フランスカイガンショウ（P. pinaster Aiton）・ラジアータパイン（P. radiata D. Don）などのマツ属の樹木であるという。ニュージーランドからも見出されている。

## 分類学上の位置づけ
本種は、カイメンタケ属（Phaeolus）のタイプ種であるとともに、この属に分類される唯一の日本既知種である。カイメンタケ属は、子実体を構成する菌糸が褐色でかすがい連結を欠くこと・胞子が無色かつ平滑であること・胞子を形成する子実層に剛毛体（Setae：厚壁・褐色で先端が尖った円錐状の異型細胞）を欠くこと・セルロースをおもに資化する褐色腐朽菌であることなどによって定義づけられるが、カイメンタケの他に分類学的概念が明確な種類としては、南アメリカ産のP. amazonicus De Jesus & Ryvarden が知られているのみである。マダガスカル島を基準産地とするP. manihotis R. Heimは、キャッサバやチャなどの有用植物の幹を腐朽させることで注目される菌であるが、現在ではアイカワタケ属（Laetiporus）に移されるとともに種小名も訂正され、L. baudonii (Pat.) Ryvarden の学名の下に扱われている。他にP. luteo-olivaceus (Berk. & Broome) Pat.やP. tabulaeformis (Berk.) Pat. ・P. tubulaeformis (Berk.) Pat. などが記録されているが、これら三種は原記載以降の採集記録やタイプ標本の詳しい再記載もなく、近代的な分類体系上での位置づけについては不明な点が多い。
カイメンタケ属を定義づける上記のような性質は、タバコウロコタケ科（Hymenochaetaceae）の菌によく似ているが、後者に属する菌群は例外なく白色腐朽菌を起こす点で決定的に異なっている。さらに、分子系統学的解析の結果からは、両者は分類学上の目のレベルで異質であることが明らかにされている。今日では、アイカワタケ属やカボチャタケ属（Pycnoporellus）あるいはエブリコ属（Lalicifomes）・ツガサルノコシカケ属（Fomitopsis）・カンバタケ属（Piptoporus）・ヤニタケ属（Ischnoderma）・ホウロクタケ属（Daedalea）などとともにツガサルノコシカケ科（Fomitopsidaceae）に分類されている。
系統的には、タマチョレイタケ目のAntrodiaクレードに含まれるアイカワタケ属との間に最も密接な類縁関係を有し、ブクリョウ属（Wolfiporia）、ハナビラタケ属（Sparassis）、Crustoderma属、Pycnoporellus属とともにLaetiporusグループと呼ばれる単一の系統群を形成する。

## 類似種
カイメンタケと同様に、大きな扇状のかさがいくつも集合し、基部で互いに合着して大きな塊状をなす菌としてはトンビマイタケ（Meripilus giganteus (Pers.) P. Karst.）がある。後者は、広葉樹（主にブナ）の生きた立ち木の根際に発生する点、かさの表面の毛が目立たず、かさの裏面に形成される管孔がより微細で白っぽい点、子実体に手で触れるとしだいに黒く変色する点などにおいて異なり、さらに材の白色腐朽を起こすことでも区別される。独立したトンビマイタケ科（Meripilaceae）に置かれ、カイメンタケとはかなり遠縁の菌である。また、カイメンタケと同様の成分を含むヤケコゲタケ（Inonotus hispidus (Bull.: Fr.) P. Karst.）も褐色系の子実体を形成する大形種であるが、カイメンタケよりも肉厚であり、多数のかさを形成することは少ない。さらに、広葉樹（ミズナラ）などの白色腐朽を起こす生態的特徴においてカイメンタケとは決定的に異なり、タバコウロコタケ科に分類されている。
和名がやや似るものにシロカイメンタケ（Piptoporus soloniensis (Dubois) Pilát）があるが、かさの表面はほとんど無毛（若いものでは微細な粉状の毛をこうむるが、すみやかに脱落し、ビロード状を呈することはない）であり、幼時は全体が淡い橙色（老成すれば白色）を呈する点で異なる。また、ヒメカイメンタケ（Coltriciella dependens (Lloyd) Corner）は子実体がはるかに小さく、多数のかさが合着して形成されることもなく、管孔がより大きいこと・胞子が微細ないぼにおおわれる点で区別される。さらに、ヒメシロカイメンタケ（Oxyporus cuneatus (Murr.) Aoshima）は子実体がほぼ白色を呈し、カイメンタケと比較してずっと小形であること・かさは無毛平滑であること・胞子がソーセージ状をなすことや、生態的にも根株腐朽菌ではなく、スギなどの枯れ木や倒木などをおかすとともに、材の白色腐朽を起こす点においてまったく異なっている。

## 和名・学名・方言名および英名
和名は、仙台市郊外のアカマツ林で見出された標本に基づいて名づけられたものである。属名Phaeolus は「暗褐色の」・「浅黒い」を意味し、種小名のschweinitzii は菌学者、Lewis David de Schweinitz に献名されたものである。食用価値がなく、生薬その他としての用途も日本では知られていないため、本種を特定する方言名は知られていない。英名ではDye Maker's Polyporeの名があるが、これはカイメンタケの子実体を細かく粉砕して温湯で浸出した液を用い、羊毛などを染色することによる。

## 人間との関わり
無毒ではあるが、食用的価値はない。薬学的な利用価値についてもまだ研究段階であり、上述した通りむしろ木材腐朽を起こす害菌としてよく知られている。

## 引用文献
1. 1 2 3 4 5 6  今関六也・本郷次雄（編著）、1989. 原色日本新菌類図鑑（Ⅱ）. 保育社、大阪. ISBN 4-586-30076-0.
2. ↑  工藤伸一、2009. 東北きのこ図鑑. 家の光協会、東京. ISBN 978-4-259-56261-8.
3. ↑  佐野修治、京都御苑きのこ観察日記. in カラー版きのこ図鑑（幼菌の会：編） pp. 304-311. 家の光協会、東京. ISBN 978-4-25953-967-2.
4. 1 2 3 4 5  神奈川キノコの会（編）、城川四郎（著）、1996. 猿の腰掛け類きのこ図鑑. 地球社、東京. ISBN 978-4-80495-093-8.
5. 1 2  柴田尚、2006. 森のきのこたち－種類と生態―. 八坂書房、東京. ISBN 978-4-89694-875-2
6. ↑  Dai, Y.-C., Yu, C.-J., and H.-C. Wang, 2007. "Polypores from eastern Xizang (Tibet), western China". Annales Botanici Fennici Vol.44, No.2: 135-145.
7. ↑  Hepting, G. H., 1971. Diseases of forest and shade trees of the United States (Agriculture Handbook 386). United States Department of Agriculture Forest Service. Washington, DC.
8. ↑  L. F. Grand and C. S. Vernia, 2002. "New Taxa and Hosts of Poroid Wood-Decay Fungi in North Carolina". Castanea Vol.67, No.2, pp.193-200.
9. ↑  Global review of forest pests and diseases - A thematic study prepared in the framework of the Global Forest Resources Assessment 2005 (FAO Forestry Paper 156). Food and Agriculture Organization of the United Nations, Rome. ISBN 978-92-5-106208-1.
10. 1 2 3  Sinclair, W. A., Lyon, H. H., and W. T. Johnson, 1987. Diseases of trees and shrubs. Cornell University Press, Ithaca. ISBN
11. ↑  財団法人 日本緑化センター、2008. 最新・樹木医の手引き（改訂3版2刷）. 財団法人 日本緑化センター、東京. ISBN 4-931085-39-3
12. ↑  山口岳広、1991. エゾヤマザクラに生じたカイメンタケ. 森林防疫40: 139.
13. ↑  大澤正之、阿部豊「北海道産ブナ材の腐朽に就いて」『北海道大學農學部 演習林研究報告』第14巻第2号、北海道大學農學部演習林、1949年12月、186-207頁、ISSN 0367-6129、NAID 120000967085。
14. ↑  佐橋憲生・秋庭満輝・石原誠・山本幸一・桃原 郁夫、2002. 数種木材腐朽菌の腐朽能力試験. 北九州森林研究55: 199-200.
15. ↑  渇見武雄・赤井重恭、1945. 木材腐朽菌学. 朝倉書店、東京.
16. 1 2 3  YOKOTAShun-ichi「トドマツの根株朽れの侵入と伝染経路に関する観察（英文）/ Observations on the Butt Rot of Sakhalin Fir (Abies sachalinensis MAST.) in the Tokyo University Forest, Hokkaido, with Special Reference to Infection and Propagation of Decay.」『東京大学農学部演習林報告』第52号、東京大学大学院農学生命科学研究科附属演習林、1956年、165-171頁、ISSN 03716007、NAID 120001093213。
17. ↑  小岩俊行「カラマツ根株心腐病菌の侵入口」『日本林學會誌』第84巻第1号、日本林學會、2002年2月、9-15頁、doi:10.11519/jjfs1953.84.1_9、ISSN 0021485X、NAID 110002830695。
18. ↑  Kuroda Yoshio, Ohsawa Masashi, Yamada Muneki, Takamizawa Kiyoshi, Katsuya Keizo (mar 1992). “The time of infection of butt-rot fungi into larch trees”. 筑波大学農林技術センター演習林報告 (筑波大学農林技術センター) (8):  123-126. ISSN 09121765. NAID 110000525604.
19. ↑  遠藤昭・渡瀬彰、1967. 根株腐朽と立地（Ｖ）－カラマツ生立木への心腐れ病菌の接種. 日本林学会第78回大会講演要旨集 201-203.
20. 1 2  黒田吉雄「＜論文＞カラマツ根株心腐病菌に関する生態学的研究」『筑波大学農林技術センター演習林報告』第13号、筑波大学農林技術センター、1997年3月、1-72頁、ISSN 09121765、NAID 110000525501。
21. 1 2  大槻晃太, 柳田範久, 川口知穂「主要材質劣化病害(カラマツ根株心腐病)の被害実態の解明と被害回避法の開発」『福島県林業試験場研究報告』第30号、福島県林業試験場、1997年12月、115-125頁、ISSN 0910-1179、NAID 220000073029。
22. 1 2  黒田吉雄, 大沢正嗣, 勝屋敬三「カラマツ根株心腐病菌の樹幹内での進展」『日本林學會誌』第73巻第3号、日本林學會、1991年、232-237頁、doi:10.11519/jjfs1953.73.3_232、ISSN 0021-485X、NAID 110002830372。
23. ↑  Barrett, D. K.,(1985). "The occurrence of Phaeolus schweinitzii in the soils of Sitka spruce plantations with broadleaved or non-woodland histories". European Journal of Forest Pathology 15: 412-417, doi:10.1111/j.1439-0329.1985.tb00897.x.
24. ↑  Blakeslee, G. M., & Oak, S. W. (1980). "Residual naval stores stumps as reservoirs of inoculum for infection of slash pines by Phaeolus schweinitzii (PDF) ". Plant Disease, 64, 167.
25. ↑  大澤正嗣, 黒田吉雄, 勝屋敬三「カラマツ高齢林における心腐病 (I) : 富士出麓におけるカラマツ根株心腐病の被害実態と環境要因」『日本林學會誌』第76巻第1号、日本林學會、1994年、24-29頁、doi:10.11519/jjfs1953.76.1_24、ISSN 0021-485X、NAID 110002830553。
26. ↑  大賀祥治「カラマツ人工林根株でのカイメンタケ子実体の発生」『日本応用きのこ学会誌』第6巻第4号、日本きのこ学会、1998年、171-174頁、doi:10.24465/apmsb.6.4_171、ISSN 1345-3424、NAID 110008679436。
27. ↑  大澤正嗣, 勝屋敬三, 竹井博行「新カラマツ根株心腐病菌とその土壌中からの捕捉」『日本林學會誌』第69巻第8号、日本林學會、1987年、309-314頁、doi:10.11519/jjfs1953.69.8_309、ISSN 0021-485X、NAID 110002833650。
28. ↑  岡田充弘, 小山泰弘, 古川仁「カラマツ根株心腐病の被害実態の解明と被害回避法の確立」『長野県林業総合センター研究報告』第16号、長野県林業総合センター、2002年5月、33-39頁、ISSN 1342-775X、NAID 220000149283。
29. ↑  Martin, K. J., and R. L. Gilbertson, 1978. "Decay of Douglas-fir by Sparassis radicata in Arizona (PDF) ". Phytopathology 68: 149-154.
30. ↑  Nuhn, M.E., Binder, M., Taylor, A.F.S., Halling, R.E., D.S. Hibbett, 2013. "Phylogenetic overview of the Boletineae". Fungal Biology 117: 479-511, doi:10.1016/j.funbio.2013.04.008.
31. ↑  KIMURA Masahito; TODA Masanori; BEPPU Katsura; WATABE Hideaki (1977). “Breeding Sites of Drosophilid Flies in and near Sapporo, Northern Japan, with Supplementary Notes on Adult Feeding Habits :”. 昆蟲 (東京昆蟲學會) 45 (4):  571-582. NAID 110003500358. NDLJP:10652077.
32. 1 2  財団法人 ゴルファーの緑化促進協力会（編）、2007. 緑化樹木腐朽病害ハンドブック－木材腐朽菌の見分け方とその診断. 財団法人日本緑化センター、東京. ISBN 4931085415.
33. ↑  南尚貴、戸田正憲、別府桂「北海道大学苫小牧地方演習林におけるショウジョウバエ集団の生態的構造：附：Niche parameters算出の補正法について」『北海道大学農学部演習林研究報告』第36巻第2号、北海道大学農学部演習林、1979年、479-507頁、ISSN 03676129、NAID 120000973692。
34. 1 2 3  永友勇「「アヅマタケ」(Polyporus orientalis Lloyd) と「カイメンタケ」(Polylporus Schweinitzii Fr.) との Mixed Culture の結果に就て」『日本植物病理學會報』第2巻第3号、日本植物病理学会、1930年3月、289-292頁、ISSN 00319473、NAID 110002756896。
35. ↑  福山伍郎, 川瀬清「稀アルカリの消費量による木材の簡易腐朽度測定法」『北海道大学農学部演習林研究報告』第17巻第1号、北海道大學農學部演習林、1954年3月、151-178頁、ISSN 03676129、NAID 120000969216。
36. ↑  川瀬清「腐朽材の活用に関する化学的基礎研究」『北海道大学農学部演習林研究報告』第19巻第2号、北海道大学農学部演習林、1958年3月、1-330頁、ISSN 03676129、NAID 120000969718。
37. ↑  Bailey, P. J., Lese, W., Roesch, R., Kilich, G., and E. G. Afting, 1969. Cellulase (Beta-1,4-Glucan 4-Glucanohydrolase) From the Wood-Degrading Fungus Polyporus Schweinitzii Fr. I. Purification. Biochimica et Biophysica Acta 185: 381-391.
38. ↑  Tsujiyama Sho-ichi、Nakano Naoko「Distribution of acetyl esterase in wood-rotting fungi」『Mycoscience』第37巻第3号、Mycological Society of Japan、1996年10月、289-294頁、doi:10.1007/BF02461300、ISSN 13403540、NAID 10013858110。
39. ↑  上野明, 福島清吾, 斉木保久, 原田利一「Studies on the Components of Phaeolus schweinitzii (FR.) PAT.」『Chemical, Pharmaceutical Bulletin』第12巻第3号、日本薬学会、1964年、376-378頁、doi:10.1248/cpb.12.376、ISSN 0009-2363、NAID 110003661432。
40. ↑  Nambudiri, A. M. D., Vance, C. P. and F. H. N. Towers, 1973. "Effect of light on enzymes of Phenylpropanoid metabolism and Hispidin biosynthesis in Polyporus hispidus". Biochemical Journal. 134: 891-897, doi:10.1042/bj1340891.
41. ↑  橋本敏弘・額田真喜子・山本功男・淺川義範、2000. 「ニンギョウタケモドキ属キノコおよびカイメンタケに含まれる抗酸化性物質」『香料・テルペンおよび精油化学に関する討論会講演要旨集』 44: 88-90.
42. 1 2  大沢正嗣、勝屋敬三「〈論文〉 2. カラマツ根株心腐病罹病木および健全木樹幹内の菌類相とその遷移」『筑波大学農林技術センター演習林報告』第2号、筑波大学農林技術センター、1986年2月、17-29頁、ISSN 09121765、NAID 110000525551。
43. ↑  Dudos. B., and J. L. Ricard, 1974. "Curative treatment of peach trees against silver leaf disease (Stereum purpureum) with Trichoderma viride preparations". Plant Diseases Reports 58: 147-150.
44. ↑  小松光雄、1976. シイタケに抗菌性のHypocrea,Trichoderma および類縁菌群の研究. 菌蕈研究所研究報告13: 1-113.
45. ↑  Takeuchi Setsuo、Yonehara Hiroshi、Umezawa Hamao「Studies on Variotin, A New Antifungal Antibiotic. I Preparations and Properties of Variotin」『The Journal of AntibioticsSeries A』第12巻第5号、日本感染症医薬品協会、1959年、195-200頁、doi:10.11554/antibioticsa.12.5_195、ISSN 0368-1173、NAID 130007870623。
46. ↑  Barret, 1978. An improved selected medium for isolation of Phaeolus schweinitzii. Transactions of the British Mycological Society 71: 507-508.
47. ↑  Hŕib, J., Vooková, B., and P. Fľak, 1993. "Effect of auxin, cytokinin, and glutamine on mycelial growth of Phaeolus schweinitzii". European Journal of Forest Pathology 23: 269-275, doi:10.1111/j.1439-0329.1993.tb00962.x.
48. ↑  Simpson, J. A., and T. W. May, 2002. Phaeolus schweinitzii in Australia. Australian Plant Pathology 31: 99-100.
49. ↑  Buchanan, P. K., and L. Ryvarden, 2000. "An annotated checklist of polypore and polypore-like fungi recorded from New Zealand". New Zealand Journal of Botany 38: 265-323, doi:10.1080/0028825X.2000.9512683.
50. ↑  Ryvarden L, and I. Johansen I., 2010. A preliminary polypore flora of East Africa. Synopsis Fungorum. 27. Fungiflora, Oslo. ISBN 9788290724417.
51. 1 2  Heim, R., 1931. Le Phaeolus manihotis sp. nov., parasite du Manioc à Madagascar, et considérations sur le genre Phaeolus Pat. Annales Crtptogamie Exotique 4: 175-189.
52. ↑  Rattan, P. S., 1980. Pseudophaeolus root rot of tea, a new root disease of tea in Malawi. Quarterly Newsletter. Tea Research Foundation of Central Africa (58): 4-7.
53. ↑  Ryvarden, L., 1991. Genera of Polypores: nomenclature and taxonomy. Sunopsis Fungorum 5. Fungiflora, Oslo. ISBN 8-2907-2410-1.
54. ↑  Patouillard, N., 1928. Champignons recueillis par M. Mayeul Grisol dans le haut Orénoque. Annales Cryptgamie Exotique 1: 266-278.
55. ↑  Patouillard, N.T. , 1900. Champignons de la Guadeloupe. Bulletin de la Société Mycologique de France 16: 175-188.
56. ↑  Hibbett, D. S., Pine, E.. M., Langer, E., Langer, G., Donoghue, M. J., 1997. "Evolution of gilled mushrooms and puffballs inferred from ribosomal DNA sequences". Proceedings of the National Academy of Sciences of the United States of America 94: 12002-12006, doi:10.1073/pnas.94.22.12002.
57. ↑  Wagner, T., and M. Fischer, 2001. Natural groups and a revised system for the European poroid Hymenochaetales (Basidiomycota) supported by nLSU rDNA sequence data. Mycological Res earch 105: 773-782.
58. ↑  Lindner, D. L., and M. T. Banik, 2008. Molecular phylogeny of Laetiporus and other brown rot polypore genera in North America. Mycologia 100: 417-430.
59. 1 2 3 4 5  今関六也・大谷吉雄・本郷次雄（編・解説）、青木孝之・内田正弘・前川二太郎・吉見昭一・横山和正（解説）、2011. 山渓カラー名鑑 日本のきのこ（増補改訂版）. 山と渓谷社、東京. ISBN 978-4-635-09044-5.
60. ↑  Ortiz-Santana, B., Lindner, D.L., Miettinen, O., Justo, A., D.S. Hibbett, 2013. "A phylogenetic overview of the antrodia clade (Basidiomycota, Polyporales)". Mycologia 105: 391-411, doi:10.3852/13-051.
61. ↑  安田篤、1912. 菌類雑記（十二）. 植物学雑誌26: 360-362.
62. ↑  今関六也・本郷次雄・椿啓介、1970. 標準原色図鑑全集14 菌類（きのこ・かび）. 保育社、東京. ISBN 978-4-58632-014-1.
63. ↑  池田良幸、2005. 北陸のきのこ図鑑. 橋本確文堂、金沢. ISBN 978-4-893-79092-7.
64. ↑  Bessette, A. R., and A. E. Bessette, 2001. The Rainbow Beneath My Feet: A Mushroom Dyer's Field Guide. Syracuse University Press. ISBN 978-0815606802.